# Wilamowicei nyelv
A wilamowicei nyelv (Wymysiöeryś) a nyugati germán nyelvek ágába tartozó, a felnémet nyelvvel közeli rokonságban álló nyelv, amelyet Kis-Lengyelországban használ egy száz főt el sem érő közösség. A beszélők többsége idős és a nyelv kihalófélben van.

## Története
A wilamowicei nyelv közép-felnémet eredetű, hasonlóságot mutat még a holland és fríz nyelvekkel is. A beszélők Wilamowice városában élnek, nyilván a 12. században letelepült német hoszpeszek leszármazottai. Saját állításuk szerint hollandok, németek és skótok voltak az őseik, ugyanakkor tagadják, hogy német identitásúak volnának. Legközelebbi rokonaiknak a flamandokat érzik. A város lakossága az 1939 és 1945 közötti időszakig aktívan beszélte a nyelvet, az 1880-as adatok szerint Wilamowice polgárainak 92%-a volt wilamowicei anyanyelvű. Ez idő tájt Wilamowice az Osztrák–Magyar Monarchia része volt, ahol hivatalosan a wilamowiceit a német nyelv egyik nyelvjárásának tekintették. A 19. század végétől kezdve a lengyel nyelv lassan kiszorította.
A második világháborúban Wilamowice a nácik egyik leghűségesebb települése volt a megszállt Lengyelországban, a németek kiűzését követően az emberek a kitelepítéseket elkerülendő a lengyelek felé kezdtek orientálódni. A lengyel kommunista hatóságok szigorúan megtiltották a wilamowicei, vagy a német használatát, illetőleg keményen büntették azokat, akiket azon kaptak, hogy wilamowiceiül beszélnek. A gyerekeket lengyel iskolákba adták, de szűk családi körben a wilamowicei megmaradt. 1956-ban feloldották a tilalmat és bár nem zavarták az embereket nyelvük használatában, ennek ellenére az nem volt népszerű, mint ahogy egyik szocialista országban sem volt az a kisebbségi nyelvek életben tartása.
2007. július 18-án a svájci székhelyű Nemzetközi Szabványügyi Szervezet Tymoteusz Król javaslatára regisztrálta a wilamowiceit és az UNESCO is súlyosan veszélyeztetett nyelvként tartja nyilván.
A wilamowicei nyelvű irodalom legjelentősebb képviselője Florian Biesik 19. századi költő.

## Helyesírás
Florian Biesik volt egyúttal az első, aki wilamowicei nyelven kezdett írni. Lengyel ábécét használt és a fonetikus helyesírást követte. Józef Gara dolgozott ki egy külön wilamowicei ábécét, amely szintén lengyel alapú, de apróbb kiegészítéseket tartalmaz, minthogy a wilamowiceiben van ö magánhangzó is, valamint egy külön ao magánhangzót is bevezetett. Ez az ábécé 34 karaktert tartalmaz:
| Nagy betűk |    |   |   |   |   |   |   |   |   |   |   |   |   |   |   |   |   |   |   |   |   |   |   |   |   |   |   |   |   |   |   |   |   |
| A          | Ao | B | C | Ć | D | E | F | G | H | I | J | K | L | Ł | M | N | Ń | O | Ö | P | Q | R | S | Ś | T | U | Ü | V | W | Y | Z | Ź | Ż |
| Kis betűk  |    |   |   |   |   |   |   |   |   |   |   |   |   |   |   |   |   |   |   |   |   |   |   |   |   |   |   |   |   |   |   |   |   |
| a          | ao | b | c | ć | d | e | f | g | h | i | j | k | l | ł | m | n | ń | o | ö | p | q | r | s | ś | t | u | ü | v | w | y | z | ź | ż |

## Jellemzői
Az évszázadok alatt a wilamowicei erősen ki volt téve a lengyel nyelv hatásainak, amely befolyásolta szókincsét, hangtanát és nyelvtanát is. A szláv hatás annyira kiütközik, hogy sokan inkább szláv nyelvnek vélik.
| Példa     | Wilamowicei | Közép-felnémet         | Német     | Holland   |        |
| --------- | ----------- | ---------------------- | --------- | --------- | ------ |
| kizárólag | ałan        | alein(e)               | allein    | alleen    |        |
| és        | ana, an     | und(e), unt            | und       | en        |        |
| híd       | bryk        | brücke, brucke         | Brücke    | brug      |        |
| buta      | duł         | tol, dol               | toll      | dol       |        |
| hallani   | fulgia      | folgje, foulgje (fríz) | hören     | horen     | volgen |
| teljesen  | ganc        | ganz                   | ganz      | gans      |        |
| bíróság   | gyrycht     | geriht                 | Gericht   | gerecht   |        |
| kutya     | hund        | hunt                   | Hund      | hond      |        |
| ég        | dyr hymuł   | himel                  | Himmel    | hemel     |        |
| szerelem  | łiwa        | liebe                  | Liebe     | liefde    |        |
| anya      | müter       | muoter                 | Mutter    | moeder    |        |
| közép     | mytuł       | mittel                 | Mitte     | middel    |        |
| senki     | nimanda     | nieman                 | niemand   | niemand   |        |
| nem       | ny          | ne, ni                 | nein      | nee(n)    |        |
| elefant   | olifant     | < Dutch                | Elefant   | olifant   |        |
| est       | öwyt        | ābent                  | Abend     | avond     |        |
| írni      | śrajwa      | schrīben               | schreiben | schrijven |        |
| nővér     | syster      | swester                | Schwester | zuster    |        |
| kő        | śtaen       | stein                  | Stein     | steen     |        |
| inni      | trynkia     | trinken                | trinken   | drinken   |        |
| kép       | obrozła     | obraz (lengyel)        | Bild      | beeld     |        |
| világ     | wełt        | werlt                  | Welt      | wereld    |        |
| tél       | wynter      | winter                 | Winter    | winter    |        |